# Ceramica di Mantova
L'area di Mantova si caratterizza per la produzione di ceramica realizzata tra il XV secolo e il XVII secolo. Caratteristica di questa produzione, in buona parte realizzata per la corte dei Gonzaga, è la tecnica della ceramica graffita.

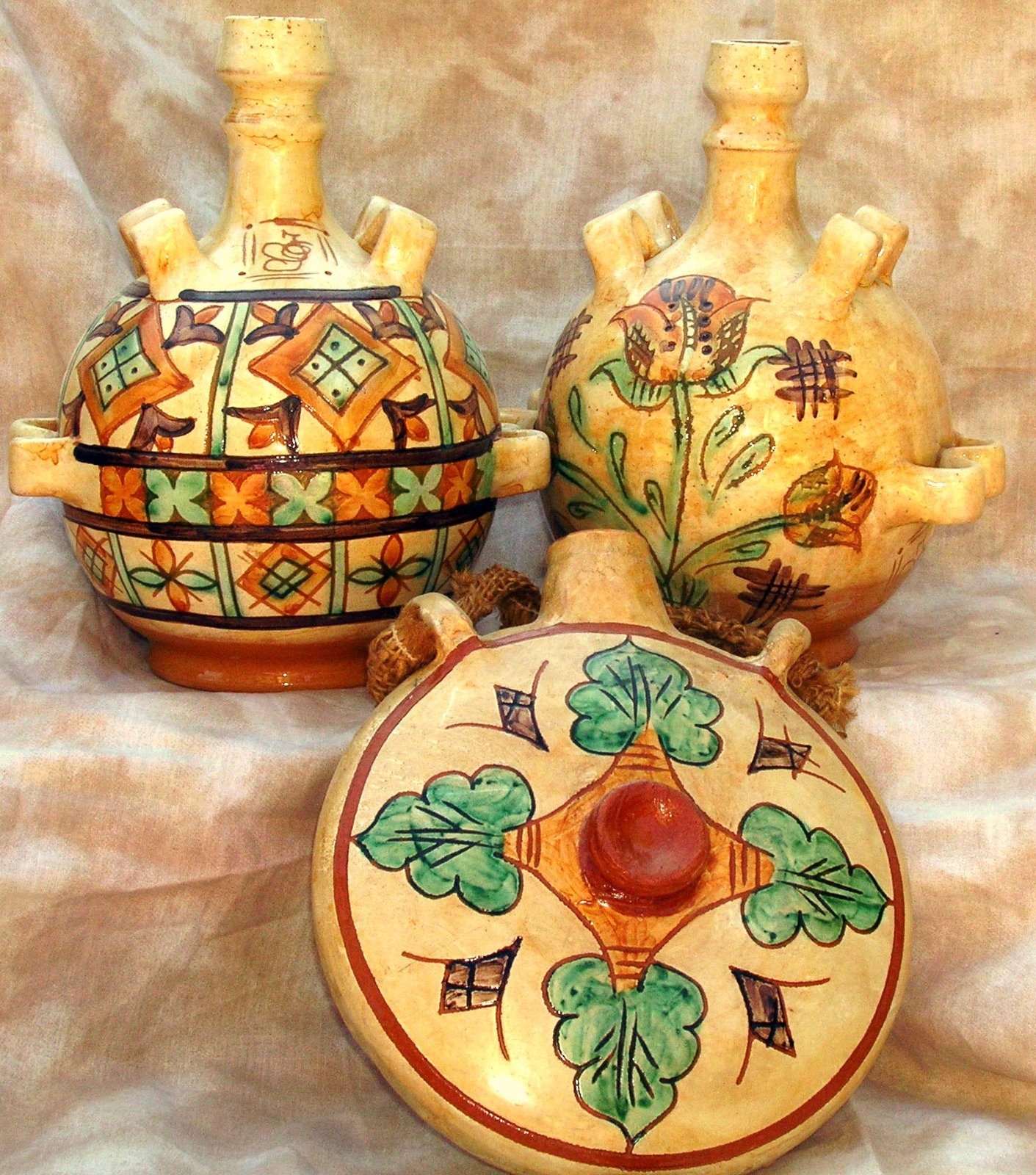
Brocca del viandante o meglio conosciuta come fiasca da pellegrino

## Contesto storico
In Italia e nel territorio mantovano e padano la ceramica giunse per merito delle spedizioni medievali in Oriente attraverso flussi che percorrevano le antiche rotte commerciali dall'oriente sino al fiume Po.
Mete finali di questi floridi commerci furono le zone oggi conosciute come Piemonte, Liguria, Lombardia, Veneto ed Emilia-Romagna.
Le argille della pianura padana erano rossastre, solide e compatte. Gli ossidi richiesti derivavano da diversi metalli facilmente reperibili, come rame, ferro e piombo; il materiale locale era in grado di sopportare le incisioni eseguite durante la lavorazione, e questo permise lo sviluppo di una produzione padana.
I ceramisti facevano uso di forme geometriche, di ornamenti vegetali e floreali, di animali fantastici, di figure grottesche. Le forme dei recipienti erano prevalentemente chiuse (boccali).
Le forme aperte erano rare: soprattutto si trattava di catini, con funzione di centro tavola.

## Ceramica alla corte dei Gonzaga

### Il secolo XV
La produzione della ceramica presso la corte di Mantova inizia nel XV secolo ed è influenzata, non solamente dall’evoluzione storica del territorio, ma anche da tecniche provenienti da altre corti e diffuse in tutta Italia.
Le diverse corti italiane incoraggiarono spesso il commercio o la produzione di ceramica. La ceramica era comunque usata anche in altri ambiti, come la farmacia, la chimica, la medicina e l'edilizia, oltre che per usi domestici.
La famiglia Gonzaga, appassionata di tutte le arti, aveva cercato di portare alla corte di Mantova il maggior numero di opere artistiche in ceramica. Inoltre costruì una fornace che rimase attiva fino al XVI secolo. In particolare Ludovico II Gonzaga (marchese dal 1444 al 1478), ebbe il merito di essere uno dei primi duchi di Mantova che si interessò della produzione della ceramica presso la corte di Mantova.
Grazie a scavi archeologici presso il Lago Inferiore, è stato possibile dimostrare che la fornace principale si trovava in quel luogo. Non solamente nella città di Mantova si possono trovare testimonianze di questa nuova tecnica artistica: scavi archeologici, effettuati nelle zone della provincia di Mantova negli anni che intercorrono tra il 1893 e il 1899, hanno reso possibile il ritrovamento di tracce di lavorazioni in ceramica a Viadana, a Revere, a Ostiglia e a Canneto.
Questo periodo storico, mentre in altre città l’arte della ceramica era agli esordi, mostra che Mantova aveva già una certa padronanza con questa arte, tanto da ospitare figure che diventeranno importanti più avanti, come Elia della Marra, un ceramista che lavorava presso la corte di Mantova e che fu artefice di numerose opere.
Mantova sentì le influenze di altre città Italiane, come Firenze. Questo avvenne grazie al pittore Giovanni da Milano che portò a Mantova delle opere dalla capitale toscana.
Un forte legame si instaurò anche tra Mantova e Pesaro, in quanto entrambe le città ebbero al governo un discendente della famiglia Gonzaga, in particolare Giovanni Gonzaga, marchese di Pesaro, e Francesco II Gonzaga marchese di Mantova: per questo motivo il modo di lavorare l’arte della maiolica di Pesaro ebbe una notevole influenza sull'arte della maiolica di Mantova.

### Il secolo XVI
Nelle città di Mantova e nelle vicine città di Viadana, Ostiglia, Canneto e Sermide si trovano tuttora testimonianze della presenza di società, che all'epoca rispondevano al nome di università, specializzate nello studio e nella produzione della ceramica.
Alla morte del Duca Federico II Gonzaga il comando dello stato passò sotto il controllo del cardinale Ercole Gonzaga. I maestri ceramisti di corte scrissero al nuovo signore una lettera, nella quale chiedevano che i diritti, concessi dal defunto duca, fossero riconfermati. Il cardinale accettò, offrendo anche ad alcuni di loro opportunità di lavoro più vicine a casa e alla famiglia, a testimonianza di quanto questa arte fosse di importanza per la corte.
Emerse un personaggio che portò una innovazione importante nella storia artistica mantovana: Tommaso Scaldamuzza, grazie al quale Mantova ebbe la sua prima fabbrica di maiolica (1552). La fabbrica e la relativa università produssero e studiarono un nuovo modo di fabbricazione della maiolica, rendendola più raffinata e del tutto differente da quella realizzata in precedenza, tanto da ottenere numerosi privilegi dal governo mantovano.
Tuttavia, il nuovo metodo di produzione non raggiunse i risultati voluti e la fabbrica di maiolica dello Scaldamuzza venne chiusa.
Per l’arte della ceramica nel territorio mantovano questo secolo non fu così fortunato come il precedente. La Corte dei Gonzaga non instaurò, come in precedenza, proficue relazioni con le altre città della penisola, se non per una piccola eccezione, dettata da Isabella d'Este che, appassionata della ceramica faentina, amava circondarsi di oggetti provenienti da quelle zone, ammirandone la decorazione.

### Il secolo XVII
A Mantova, nel XVII secolo, erano ancora presenti tre fornaci: la principale era quella di Federico Parma che occupava in totale 17 operai e ottenne non solo la produzione esclusiva delle ceramiche che dovevano essere commerciate, ma ulteriori privilegi, come essere l’unica a poter commerciare nella zona centrale della città, cioè tra Piazza Broletto, Piazza Sant'Andrea e Piazza dell’Aglio, con obbligo di pagare un compenso annuale alla corte.
Vi fu anche un tentativo di far riaprire la fabbrica di maiolica dello Scaldamuzza, chiusa nel secolo XVI; a questo tentativo parteciparono diverse persone:
- Il maestro Scipione Tamburino, che offriva la sua manodopera e gli arnesi che servivano alla lavorazione.
- Il duca Ferdinando, che dava libertà di vendita e la casa che ospitava gli operai, oltre a donare, a titolo gratuito, 3.600 lire in maiolica cruda da decorare insieme ad altri materiali utili per la lavorazione.
- Giuseppe Casale, che forniva 1200 lire, vitto e alloggio per uno degli operai a titolo gratuito, con l'incarico di vendere le maioliche prodotte dal maestro.

L’utile che questa piccola rinata fabbrica avrebbe incassato sarebbe stato diviso in tre parti uguali; ma dietro all’impegno di non scioglierla per i successivi tre anni. La fabbrica venne aperta, dando i risultati auspicati, grazie ai quali si riuscì ad ottenere il divieto di importazione delle maioliche dalle città limitrofe. Infine l’università aveva il compito di controllare che non venissero importate merci da altre città produttrici di ceramica.
Tuttavia, il lavoro della fornace durò pochi anni, per la morte del maestro Tamburino.
Successivamente alla scomparsa del maestro, Giovanni Zudelli da Faenza si recò alla corte dei Gonzaga per chiedere al duca di poter continuare il lavoro nella fabbrica e diventare il nuovo maestro Maiolaro. Lo Zudelli era disposto a produrre maioliche all'altezza di quelle faentine, se fosse stato mantenuto il divieto di importazione di merci e di attrezzature dall'esterno, come imposto da un decreto emanato dal duca Ferdinando. Sembrava però che il duca non fosse più interessato ad avere tra i suoi possedimenti una fornace e il 21 agosto 1621 lasciò decadere il monopolio sulla fornace, lasciandola agli artigiani che vi lavoravano all’interno.

## Caratteri della produzione locale

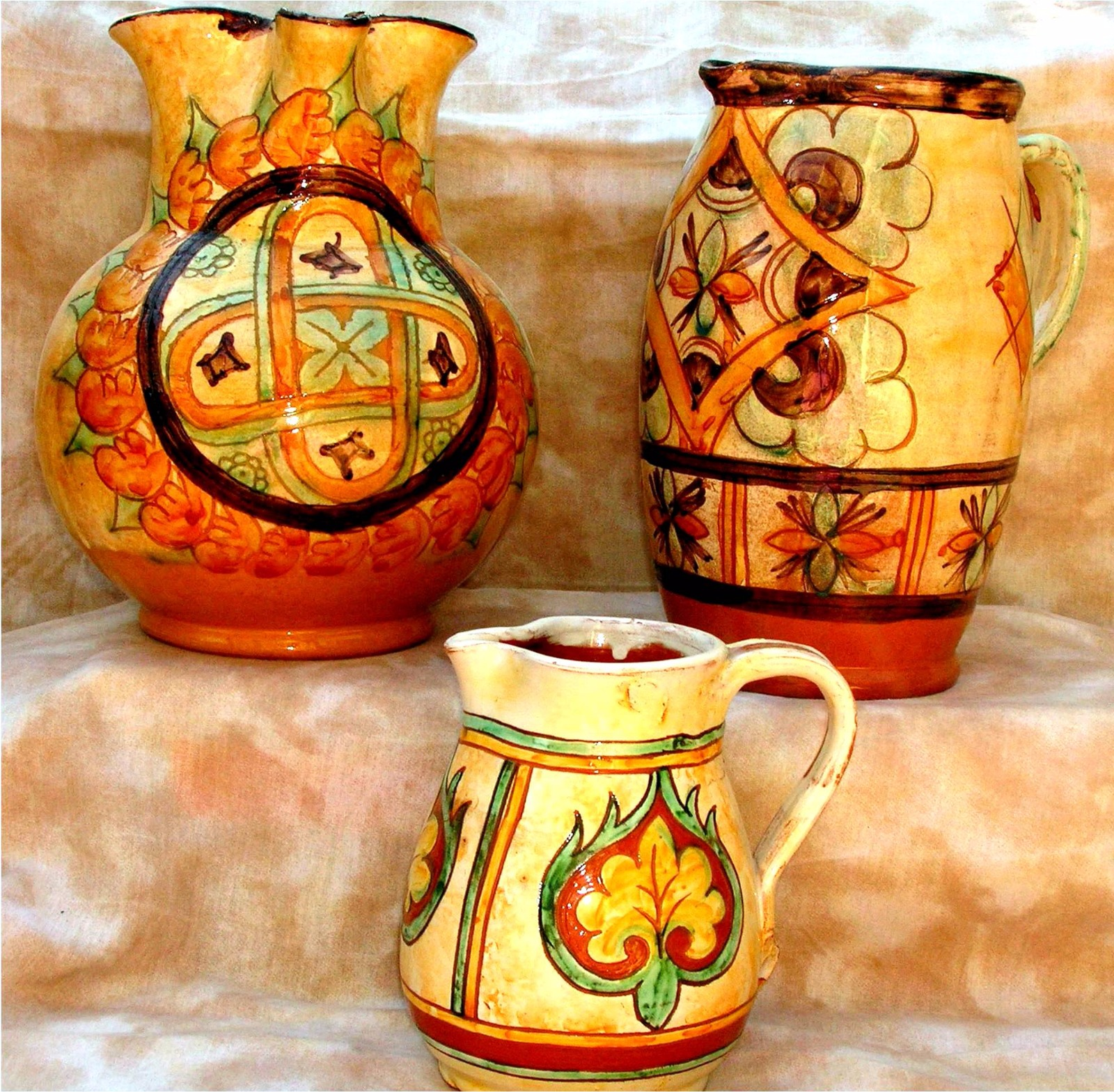
Brocche da vino e ingrestarie

Una datazione precisa, dalla quale partire per parlare dell’evoluzione della ceramica presso le corti mantovane, è impossibile da stabilire. Chi ha contribuito maggiormente alla diffusione e creazione di una scuola ceramica mantovana è stata la famiglia Gonzaga. Documenti del XIV secolo attestano spese da parte della famiglia, per l’acquisto di materiale, nelle zone alleate limitrofe: alcuni reperti rinvenuti nella zona del fiume Oglio e nei pressi di Palazzo d'Arco e di Palazzo Ducale, testimoniano la nascita di una produzione arcaica che trova riscontro nelle migliaia di taglieri e di scodelle, fornite alla mensa e alle cucine gonzaghesche nel 1340, attraverso acquisti in numerosi mercati, tenuti in tutta la penisola. Un'ulteriore conferma delle antiche origini dell’arte della ceramica presso la città di Mantova si può riscontrare nel ritrovamento di reperti nelle zone dei quartieri adiacenti al Rio e della zona del monastero di San Giovanni.
Dallo studio dei reperti ritrovati si è notato che questo tipo di produzione era molto semplice, caratterizzato da vetrine gialle e verdine, ravvivate dalla bicromia giallo-ferraccia e verde-ramina. I motivi decorativi erano realizzati secondo il concetto del rivestimento bidimensionale della superficie ingobbiata, utilizzando elementi geometrici. Nelle scodelle compaiono foglie di pioppo e di palma; nei boccali compaiono fiori quadripetali, uccelli dalle ali possenti e profili umani.
La produzione locale aumenta grazie all'affermarsi dei Gonzaga che, reclamando il titolo di marchesi, rafforzano i rapporti con le città alleate, prevalentemente emiliane e lombarde, per contrastare la repubblica di Venezia.

## Viadana
Questa città nell'epoca gonzaghesca era uno dei centri di maggior importanza nel commercio di ceramica.
La storia di Viadana è travagliata, perché la città è situata al confine estremo della provincia di Mantova con Cremona. Attraversa periodi di dominazione diverse: i Gonzaga riuscirono a strapparla dalle mani dei marchesi Cavalcabò nel 1415, nel momento in cui la città era caduta nelle mani di Cabrino Fondulo.
I marchesi Gianfrancesco Gonzaga e Ludovico III Gonzaga riaffermarono la loro nuova signoria sul borgo, favorendone lo sviluppo economico e tenendo conto delle antiche prerogative, per guadagnare l’appoggio popolare contro Milano. Nonostante la storia travagliata, grazie alla sua posizione di vantaggio, Viadana è stata riconosciuta come il centro delle vie di commercio, non solamente tra la città di Mantova e di Cremona, ma anche tra diverse parti della penisola Italiana.
Il locale Museo Parazzi, fondato il 9 ottobre 1879, è famoso per la sua opera di recupero, catalogazione, restauro ed esposizione di tutto il materiale appartenente alla cultura dell’arte della ceramica della città. La raccolta del materiale del museo Parazzi offre una panoramica di forme colorate, generalmente nella bicromia ramina/ferraccia, riconducibili alle varie lavorazioni a punto e a stecca, caratteristiche che possono essere riscontrate nelle tipologie che contraddistinsero la storia della produzione, dal Quattrocento al Seicento.
Fondatore del museo fu don Antonio Parazzi, storico e archeologo, che scrisse un’opera, "Origini e vicende di Viadana e suo Distretto", nella quale ricostruì l'attività dei ceramisti viadanesi, ai quali attribuisce la paternità degli esemplari da lui analizzati e catalogati.
Gli scavi archeologici fatti da Parazzi hanno messo in luce che Viadana era un centro di commercio importante, favorito dalla posizione di vantaggio, derivante dalla vicinanza ad entrambe le città di Mantova e Cremona, che costituivano i due punti di maggiore scambio commerciale. Il commercio fluviale permetteva a Viadana di essere uno dei centri nevralgici per il commercio delle ceramiche e permise ai Gonzaga di ampliare la vasta gamma di commerci con il resto della penisola, in particolar modo con Parma, Reggio Emilia e Milano.
La produzione locale era cospicua e caratterizzata da materiale ingobbiato, graffito, dipinto, invetriato e lavorato a punta e a stecca.
Antonio Berlotti riuscì a ricostruire, dal 1889, l’esistenza di attività vascolari nella città di Viadana, nei secoli XV e XVI grazie al ritrovamento di un decreto ufficiale, datato 15 gennaio 1537, in cui Federico Gonzaga dichiarava che qualora vi fosse stato bisogno, i vasai viadanesi erano tenuti a lavorare per la Corte, ribadendo però il divieto di importazione di merci da città fuori dal ducato della famiglia.
Successivamente sono state individuate due fabbriche all’interno della città, di cui una più antica, specializzata nella produzione di maioliche, fondata nel 1625 da Pietro Nani, nella frazione di Portiolo Po.
Le scoperte di Parazzi permisero l’individuazione dell’epoca e delle caratteristiche della produzione viadanese, caratterizzata da una graffita arcaica, con decorazioni semplificate, aventi un’incisione a punta e a stecca con fondo ribassato, nei colori verde ramina e giallo ferraccia e con una rara aggiunta di cobalto e manganese. Vengono inoltre indicati materiali, forme, soggetti, scritte, luoghi di provenienza dei reperti e nomi degli artigiani, tra cui Gio. Francesco del Bochalar, Battista Bocalere, Bartolomeo e Agostino Maiolaro.
Il materiale raccolto a Viadana testimonia una tradizione ceramista secolare, affiancata da un redditizio commercio di manufatti di terracotta destinati all'edilizia e alla cucina: emerge un gruppo di maioliche seicentesche a fiori, animali e paesi.
Altri reperti furono trovati presso le mura dell’antico castello (ora scomparso) e nel borgo degli "Scodellari". Sono stati ritrovati nella zona vasetti adibiti a vari usi, nell’ambito della cucina, della spezieria, dell’erboristeria e testimonianze del loro utilizzo anche nelle botteghe dei vasai: venivano usati come recipienti, per contenere i colori per la decorazione degli oggetti in ceramica.

## Le tecniche dell’epoca
Le tecniche a punta e a stecca erano usate dai ceramisti, alla fine del XVI secolo, per la lavorazione di oggetti in ceramica. Erano impiegate per due diversi tipi di incisione. Alla Damaschina e a Robesche.

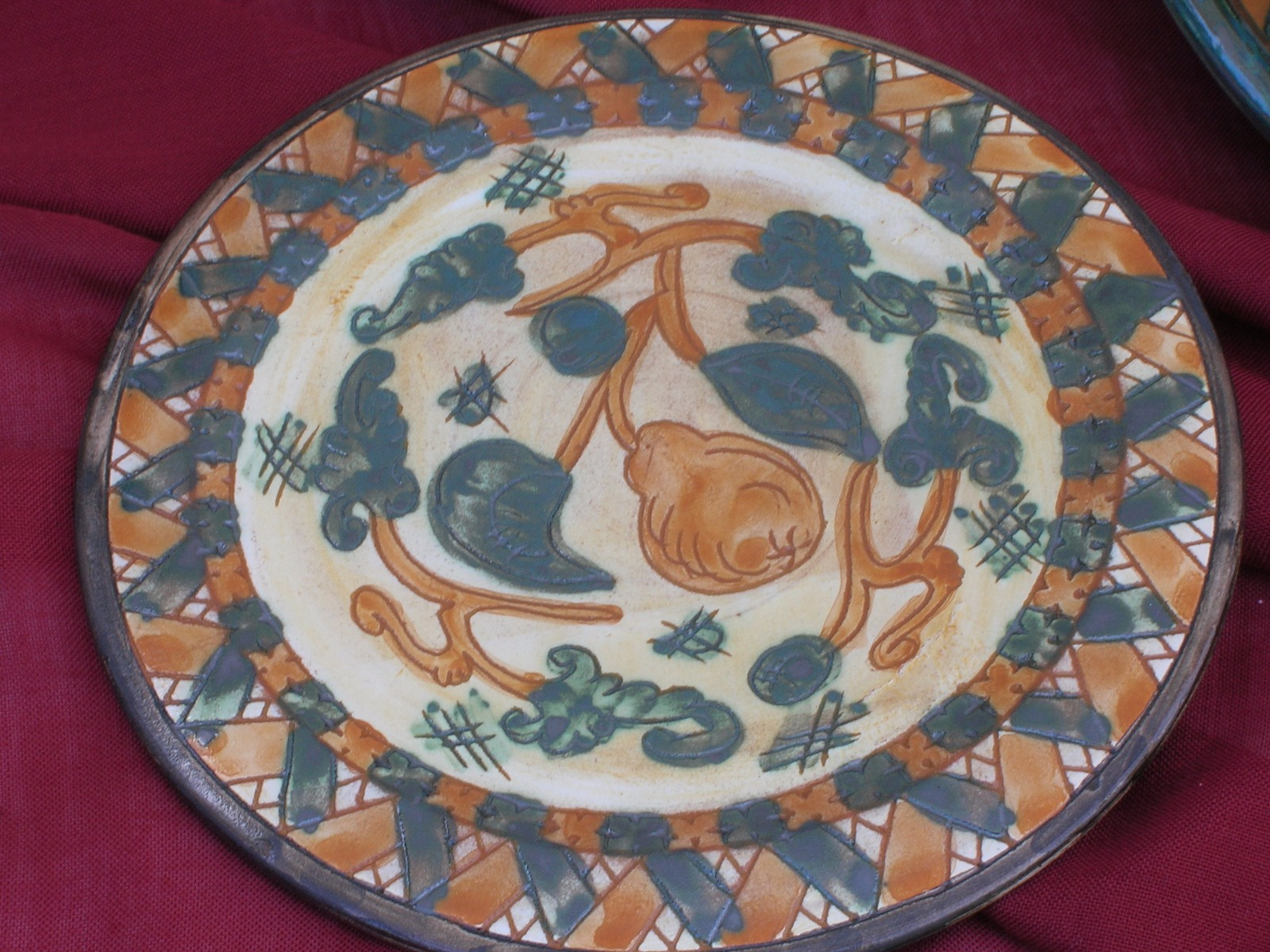
Piatto decorato con foglie e frutti, alla Damaschina (diametro 25 cm.)

La lavorazione a Robesche si ispirava agli incisori orientali; il tipo alla Damaschina invece veniva usato per la decorazione organizzata in sottili fasce concentriche, riempite di sequenze e di motivi minuti, distribuiti sulla tesa, mentre in un piccolo medaglione, al centro, erano rinchiuse diverse tipologie floreali.
Altri due procedimenti, impiegati nei secoli XVI e XVII, sono stati scoperti per merito di reperti archeologici:
- Nel primo tipo di procedimento l’oggetto veniva decorato, tramite la tecnica del risparmio, contro uno sfondo ribassato
- Il secondo tipo consisteva nella scavatura dell’ingobbio, con la punta e con la stecca

Esempi del primo tipo sono riscontrabili in motivi vegetali a racemi, in foglie accartocciate di vite, quercia, gelso. Esempi relativi al secondo tipo sono motivi geometrici e fantastici.
Questa ceramica viene detta "Graffita", termine che definisce una produzione che continua sino ai giorni nostri, con artigiani che ne tramandano la tecnica.
Questo tipo di lavorazione ha peculiarità che la rendono unica: 
- Motivi decorativi che sono rari rispetto ad altre zone, come la testa di cherubino, il fiore a calice dal quale escono petali e l’ostia consacrata appoggiata alla coppa del Santo Graal.
- L’ornato zoomorfo rappresentato da un esemplare di uccello dalle ali spiegate che ha il significato di fecondità.

Inoltre nella lavorazione della ceramica nei secoli XVII e XVIII si possono riscontrare disegni di colombi, pavoni, trampolieri, uccelli affiancati, lepri e conigli, ed esistono diverse tecniche all'interno di questa corrente artistica: lavorazione ad azzimo nella decorazione dello stemma quadripartito dei Gonzaga; in rilievo su scudo a fondo ribassato, nello stemma dei Visconti; riccioli graffiti nella decorazione dello stemma dei boiardi di Reggio Emilia; lambrecchini nella decorazione di quello dei Reggi.

## Dalla terra al prodotto finito
Per la produzione di un oggetto erano necessarie diverse lavorazioni:
- la scelta e la lavorazione della terra
- l’utilizzo del tornio per la creazione dell’oggetto
- la prima cottura
- la pittura
- la seconda cottura

Per quanto riguarda la scelta e la lavorazione della terra erano possibili diverse lavorazioni, tra gli artigiani c'era chi preferiva rendere l’argilla di colore bianco, per poi avere una successiva lavorazione che consisteva nella trasformazione della terra quasi in acqua. Altri artigiani invece preferivano rendere la terra traforata, cioè durante la lavorazione della terra venivano fatti dei trafori, per rendere la forma più elaborata. Una volta scelta la metodologia di lavorazione, la terra viene battuta con un ferro largo quattro dita fino a che, passandovi la mano sopra, non la si sentiva liscia ed eventuali bolle d’aria dovevano essere tolte, per evitare l’eventuale rottura dell’oggetto durante la cottura.
Durante la seconda fase di lavorazione si utilizzava il tornio. Con questo oggetto si potevano compiere diversi lavori, come ad esempio donare all'oggetto una forma ovale; tuttavia il tornio permetteva di lavorare oggetti con forme esclusivamente tondeggianti, ad esempio non si potevano creare forme triangolari.
La cottura avveniva all'interno di una fornace, portata ad una temperatura compresa tra i 960 e i 980 gradi, in base alla dimensione dell’oggetto e alla brillantezza che si voleva dare. La durata delle cotture variava in base all'oggetto, indicativamente dalle 12 alle 15 ore.
La pittura veniva fatta utilizzando colori derivanti da ossidi naturali come rame, ferro e piombo.
Successivamente si effettuava una seconda cottura; ma prima di essere infornato l’oggetto veniva immerso nella cristallina che gli avrebbe dato un effetto traslucido.

## Le mostre
La conoscenza delle ceramiche antiche di Mantova è stata approfondita alla fine del Novecento grazie a diverse esposizioni.
La prima mostra effettuata nel 1998, a Revere, è la "Mostra della Ceramica Graffita". Si occupò di rappresentare i prodotti di questa arte, ma anche di instaurare un discorso sul percorso che la Ceramica Graffita ha compiuto, in relazione ai territori limitrofi alla città dei Gonzaga.
Questa rappresentazione ha messo in luce il rapporto di solidarietà che ha animato i rapporti tra le diverse regioni della penisola italiana; ha quindi consentito di organizzare una prima rassegna di materiale fino ad allora trascurato.
Un'altra mostra va sotto il nome di AIECM2 (acronimo di Association Internationale pour l’Etude des Céramiques Médiévales en Méditerranée). Questa mostra ha organizzato, nel 1999, in collaborazione con i Comitati nazionali di Francia, Italia, Spagna, Portogallo, Marocco e Grecia, un grande convegno sulla Ceramica bizantina, dalla tarda antichità fino alle soglie del Rinascimento. Questa mostra organizza convegni,sin dal 1978, tenuti sempre sul versante del Mediterraneo occidentale, ovvero sul versante considerato padre della maiolica.
Mostre successive sono state:
- Rinascimento Privato. Ceramiche del castrum di Quistello, tenutasi a Quistello (Mantova) durata sino al 26 giugno 2006, mostra a cura della Soprintendenza ai Beni Archeologici della Lombardia. Anche di quest’ultima è disponibile un book fotografico.
- Fiori e frutti nella ceramica rinascimentale dal 18 maggio all'8 giugno 2014, presso il Museo Gonzaga a Novellara (Reggio Emilia) della quale è disponibile anche un book fotografico.